# Neoxyphinus caprichoso
Neoxyphinus caprichoso – gatunek pająków z rodziny Oonopidae.

## Taksonomia
Gatunek ten opisany został po raz pierwszy w 2017 roku przez Níthomasa M. Feitosę i Gustavo Ruiza na łamach „Zootaxa”. Jako lokalizację typową wskazano Base de Operações Geólogo Pedro de Moura w Coari w brazylijskim stanie Amazonas. Epitet gatunkowy pochodzi od imienia wołu z miejscowej legendy ludowej.

## Morfologia
Holotypowy samiec ma 1,85 mm, a paratypowa samica 2,18 mm długości ciała. Karapaks jest jajowaty w zarysie, o silnie wyniesionej części głowowej, na tylnym brzegu zaopatrzony w parę niewielkich kieszonek szczecinkowych u samca, a w dwie pary dobrze wykształconych kieszonek szczecinkowych u samicy. Jego ubarwienie jest pomarańczowobrązowe, a powierzchnia gładka u obu płci. Prosty w widoku przednim nadustek ma lekko obrzeżoną krawędź. Kolor szczękoczułków, szczęki i wargi dolnej jest bladopomarańczowy. Pomarańczowobrązowe, tak długie jak szerokie sternum u obu płci pozbawione jest dołków na powierzchni. Odnóża są bladopomarańczowe. Opistosoma (odwłok) u samca ma pomarańczowobrązowe, gładkie skutum grzbietowe oraz bladopomarańczowe skutum epigastryczne i postepigastryczne. 
Genitalia samicy cechują się płytką płciową o szerokim przedsionku ze stępionymi kątami bocznymi, wyraźne apodemy, a w rowku łączącym przetchlinki tylnej pary występują głębokie kieszonki. Nogogłaszczki samca są w całości żółte, wyposażone w jasny embolus o wykształconej proksymalnej listewce w części przednio-bocznej, ale bez guzka przednio-bocznego i wyrostka nasadowego. 

## Rozprzestrzenienie
Pająk neotropikalny, endemiczny dla Brazylii, znany ze stanów Amazonas i Pará. 